# Кузнецовский
Кузнецовский (на руски: Кузнецовский) е село в Кантемировски район на Воронежка област на Русия.
Влиза в състава на селището от селски тип Осиковское.

## География

### Улици
- ул. Молодёжная,
- ул. Центральная.

## Население
| 2010 |
| ---- |
| 311  |